# 新潟県看護協会
公益社団法人新潟県看護協会（こうえきしゃだんほうじんにいがたけんかんごきょうかい、英称：Niigata Nursing Association）は、新潟県知事所管の新潟県の看護師を会員とする公益社団法人。

## 本部所在地
新潟県看護研修センター：〒951-8133 新潟県新潟市中央区川岸町2-11

## 訪問看護ステーション
- 訪問看護ステーションにいがた 
  - 〒951-8133 新潟県新潟市中央区川岸町3-33-2
- 訪問看護ステーションさんわ
  - 〒940-1151 長岡市三和3-4-16
- 訪問看護ステーションみつけ
  - 〒940-0052 見附市学校町1-5-42
- 訪問看護ステーションつくし
  - 〒945-0032 柏崎市田塚3-6-29